# 社会资本
社會學術語社會資本用於描述不同的社會學和社會經濟概念，尤其是皮埃尔·布迪厄和羅伯特·普特南提出的有關論述。該概念的其他著名支持者有简·雅各布斯、Glenn C. Loury、James S. Coleman、Thomas Faist、林南和 Patrick Hunout。所有概念的共同點是群體的規範凝聚力以及群體凝聚力和個體互動之間的相互關係。
中文又將一個人的社會資本，尤其工具性的社會資本給稱為人脈。雖然一些人強調建立和拓展人脈的重要性，但厭惡建立和拓展人脈的作為的人也不在少數；另外，建立和拓展人脈此種帶有目的性的、工具性的社交行為常給人帶來骯髒、齷齪、不道德的感覺，而主張人脈沒那麼重要的聲音也是存在的。

## 概述
社会资本是资本的一种形式，是指為實現工具性或情感性的目的，透過社会网络來动员的资源或能力的总和。該概念影響於社会学、经济学、组织行为学、管理学以及政治学等学科。通过研究人际间的关系结构、位置、强度等，可以对社会现象提供更好的解释。资本的另外两种形式为物质资本和人力资本。对于这两种资本，有一个很好的比拟，在一个组织中，提供工具给工人相当于提供物质资本，提供培训给工人相当于提高了工人的人力资本，这些对于组织绩效都有正面影响。社会资本一般通过提高組織成員之间的互动和信任，或利用組織成員与外界的联系，为组织获得有用的机会和信息，进而影响组织绩效。
但是，社會資本對組織績效的影響是有兩面性的。很多研究發現，较高的內部社會資本，在某種條件下，會使得組織更加保守，抵制創新，形成小团体。而较高的外部社會資本，也可能使組織的秘密流失。因此，社會資本與組織績效之間並不是简单的線性相關。

## 理論概念

### 皮埃尔·布迪厄
皮埃尔·布迪厄（Pierre Bourdieu）將資本理解為以客觀或內化形式積累的社會能量。他區分了三種資本：經濟資本、文化資本和社會資本。除此之外還有象徵性的資本，它通過不同的品味和生活方式賦予人們認可和聲望。個人和階級在其慣習和資本禀賦的框架內為社會地位而鬥爭。階級社會結構的分化由四種資本的配置決定。
資本概念對 Bourdieu 很重要，因為它本質上包括積累的方面。社會資本也可以隨著時間的推移而積累。資本也是“制度化的”—它可以以金錢和財產權、學位和頭銜的形式永久存在。資本的差異決定了社會現實的結構及其機會和障礙。“社會世界是積累的歷史”。
在布迪厄看來，所有形式的資本都是社會交換的子形式。因此，他拒絕將純粹的市場經濟解釋為經濟資本的縮小。 Bourdieu 認為社會資本的力量總是與文化和經濟因素結合在一起；它只能在其他形式的資本的基礎上存在。這就是為什麼它總是分佈不均。各種資本可以在一定限度內相互轉換。
對布迪厄而言，社會資本是來自某個群體（例如一個國家的精英）的歸屬感，以及來自支持該群體成員實現自身目的的力量。與其他兩者一樣，社會資本被用來鞏固或提高個人在社會階層和群體中的地位。布迪厄的社會資本包括“與參與相互了解和認可的社會關係網絡相關的實際和潛在資源的總和”。 根據布迪厄的說法，社會資本產生於“關係網絡，這些關係網絡促成了這樣一個事實，即職業、權力和財富不僅基於個人成就，而且還基於族群成員身份和其他意義上的有利關係”。 
與 羅伯特·普特南 不同，布迪厄的概念並沒有將社會資本視為社會的集合體，而是將其視為個人在某些社會關係中獲得決定地位的影響力的一種形式。

### 羅伯特·普特南
羅伯特·普特南（Robert D. Putnam）的概念考察了社會的凝聚力以及這種凝聚力在美國瓦解的原因。對他來說，社會資本意味著信任、互惠和社群生活（志願者組織），如俱樂部，可以加強互惠，建立和增加信任。通過聯合活動中的密集互動來鞏固社會規範，被認為在很大程度上獨立於經濟和文化原因，與影響力和平等問題無關。
社會資本產生於公民（行動者）相互合作的意願。它需要一個信任（社會信任）的基礎，在此基礎上合作和相互支持才能發展。這是互惠規範的結果，即期望從對方那裡得到一些服務作為回報。信任來自遵守這種互惠準則。在信任的氣氛中，也可以願意信任他人，但最重要的是陌生人，而不必立即假設互惠。信任也不只是制裁選擇的產物和對懲罰的恐懼。一個經常被引用的關於存在或不存在信任氣氛作為社會資本衡量標準的例子如下：母親是讓孩子獨自在公園裡玩耍，還是不敢這樣做？

#### 對社會的重要性
對於社會而言，社會資本在關係網絡的框架內提供幫助和支持，從而降低社會成本。相反，在現代社會，在個體化和流動性增加，社區、朋友圈、俱樂部結構等社交網絡不再有效。
在社會資本很少的社會中，保護財產的法律和警察權力以及國家監管更為重要，因為在解決問題和衝突方面沒有足夠的信任和合作意願。有一種趨勢是集體行動問題，例如沒有找到雙方都同意的環保問題解決方案。移民人口群體帶來的融合問題也很難克服，因為它們不能單純靠監管來解決。成功整合意味著讓移民群體獲得社會資本（例如通過學校教育），社會資本必發展到足以在最初承擔這種額外付出。

#### 對個人的重要性
社會資本為個人提供了獲得社會和社會生活之資源的途徑，例如支持、幫助、認可、知識和聯繫，直至找到工作和培訓職位。它還通過互贈、恩惠、拜訪等交換關係產生和再生產。

#### 對經濟生活的影響
一個社會中可用的社會資本的數量繼續對經濟的增長或衰退做出貢獻；業務關係、經濟交易和投資在缺乏信任的環境中更加不確定（高“計算的風險成本”），並且不太願意承擔風險和迅速做出決定。他們需要更多的努力來預先篩選出現的問題、法律保護、更長的合同談判、違反合同的保修索賠談判等。低社會資本因此增加了交易成本並可能降低生產率。社會資本對分配（區位政策）、增長和就業具有積極的經濟影響。

### 其他論述

#### 林南
此外，北美社會學文獻中有一種方法將社交網絡置於概念的中心。越來越多的人認為社會資本在概念上是基於社會網絡的。Robert D. Putnam 強調社交網絡的集體價值，而林南的社會資本概念更多地基於個體行為者層面：他將社會資本定義為可以通過社會關係調動起來的資源。為了能夠獲得這些資源，一個人必須“投資”社會關係。
這個術語的背後是認識和認可（Kennen und Anerkennen）的社會動態，正如在高爾夫俱樂部（以及所有其他熟人網絡）中所觀察到的那樣：認識人可以帶來信息優勢（例如，了解尚未正式發布的新工作），然後也可以將其“轉換”為信心的飛躍（如果申請人將相互認識的人作為向人事經理提供信息的來源）。
基於網絡的社會資本概念也可以有效地應用於集體層面（例如組織或經濟集群）。

#### 橋接和鍵合
Putnam 也提到涉及“橋接”和“結合”社會資本之間的區別。在前者中，當信任從主要群體轉移到社會時，“綁定”社會資本在群體內部創造身份和信任，但不會對外人產生影響。
橋接社會資本是相當鬆散的接觸，以擴大社會網絡並擴大身份和視野。另一方面，結合社會資本指的是具有身份深化作用的親密社會聯繫，例如家人和朋友。

#### 社会资本类型
根据研究的对象划分
- 微观（micro）社会资本
- 中观（meso）社会资本
- 宏观（macro）社会资本

根据關係的親疏程度划分
社會資本也可能因互動網絡的緊密而有不同的層次，Gittell與Vidal（1998: 15）即循著Putnam社會連結親疏遠近的概念，將社區層次社會資本劃分為「結合型社會資本」（bonding social capital）與「橋接型社會資本」（bridging social capital），這樣的區分方式與Granovetter（1973, 1983）的網絡「強連結」（strong ties）與「弱連結」（weak ties）理論有相似之處。近來，關注到不同層級之個體、社群或公共機構之間的互動，學者們便將這種跨越層級界限的關係，歸納為所謂的「連結型社會資本」（linking social capital，Halpern, 2005）。綜合而言，因個人或團體之間網絡的強弱以及不同層級間的互動關係，一般可將社會資本歸納為三種類型（Côté, 2001: 30; Gilchrist, 2004: 6; Gittell & Vidal, 1998: 15; OECD, 2001: 42; Putnam, 2000: 22; Woolcock, 2001: 71-72）：
1. 結合型社會資本：係指網絡關係較為緊密者之同質者間的連結，其具有較強烈的認同感以及共同的目標，例如家庭成員、好朋友與鄰居等，它能夠促進成員間的承諾與互惠，並強化團體內部的連結。
2. 橋接型社會資本：主要係指網絡關係較為疏遠，但彼此擁有共同利益者所形成的連結，例如同事或社區團體等，是一種水平的連結機制，有助於外部資源的連結與資訊的暢通，能夠促進相對異質之人群或團體間的連繫與互動。
3. 連結型社會資本：係指不同社會層級的個人或團體之間的關係，例如國家或大社會等，屬於垂直性的連結機制，能夠協助人們、團體或社區超越既有層次之限制，透過與不同層級之間的連結，從正式體制中獲得訊息和資源。

#### 社会规范學派（school of social norm）
- 普特南（Putnam，2000）：个体之间的联系-社会网络以及在此基础上形成的互惠和信赖的价值规范。
- 科尔曼（Coleman，1988）：社会资本是一种责任与期望、信息渠道以及一套规范与有效的约束，它们能限制或者鼓励某些行为。
- 福山（Fukuyama，1999）：群体成员之间共享的非正式的价值观念、规范，能够促进他们之间的相互合作。如果全体的成员与其他人将会采取可靠和诚实的行动，那么他们就会逐渐相互信任。信任就像是润滑劑，可以使人和群体或组织更高效的运作。
- 经合组织（OECD，2001）：网络以及共享的规范、价值观念和理解，它们有助于促进群体内部或群体之间的合作。
- 世界银行（1998）：一个社会的社会资本包括组织机构、关系、态度与价值观念，它们支配人们之间的行为，并有利于经济和社会的发展。

#### 网络鑲嵌學派（school of network embededness）
- 卡尔·波兰尼：提出經濟體系——如「市場」——是制度化的社會過程（instituted process），交易活動鑲嵌於制度化的社會習俗與政治法律規範之中，自由主義的市場經濟亦須仰賴於國家建構的私有財產觀念。是鑲嵌概念的先行者。
- 马克·格兰诺维特（Granovette，1985）：认为无论在早期或现代社会，行为与制度都深受社会关系的限制，经济行为会受到持续进行的社会关系的影响，故提出社會鑲嵌的既念。
- 羅納德·伯特（Ronald Burt，1997）：认为社会资本是指透过人际（朋友、同事、一般的接触）间镶嵌（Embedded）关系的运用，达致个人社会资本与财富之创造。同時提出結構洞（Structural Holes）概念。

#### 社會资源學派（school of social resources）
- 罗瑞（Loury，1977）：利用“社会资本”概念来探讨种族之间的不平等的问题。
- 布迪厄（Bourdieu，1986）：与群体成员相联系的实际的或潜在的资源的总和，它们可以为群体的每一个成员提供集体共有资本支持。
- 林南（Lin Nan，2001）：内嵌于社会网络中的资源，行为人在采取行动时能够获取和使用这些资源。因而，这个概念包含两个重要的方面：一是它代表的是内嵌于社会关系中而非个人所有的资源；二是获取和使用这种资源的权力属于网络中的个人。

## 歷史

### 早期（1973年以前）的社會資本論述
十九世纪末，受到政治经济学的古典资本理论的兴起以及传统政治经济学理论的影响，早期的社会资本概念中，“资本”的特性非常明显，往往被用来指一些具有公共物品特性的，属于国家或社会的公共资本。主要代表人物包括政治经济学家，如奧地利經濟學派，《资本实证论》的著者庞巴维克教授；德国哲学家，政治经济学家，《资本论》著者卡尔·马克思；英国哲学家，19世纪末期的功利主义代表人物亨利·西奇威克；和英国经济学家，《政治经济学原理》著者阿尔弗莱德·马歇尔等等。在他们的文献中，都能够找到社会资本的影子，但有关的论述由于受制于当时的情景，因此都较为侧重于资本的特性。如卡尔·马克思早在1867年的德文著作中就使用社会资本来形容为投入到未来的再生产而将众人的资本集合起来所形成的资本。Marshall则在他的1890年出版的《经济学原理》一书中用社会资本这一词来区分储存有形资本时的临时性与永久性。根据马歇尔和西奇威克的说法，社会资本是一种社会视角的资本，与个人资本（包括个人所有财产与投资）刚好相反；马歇尔指出，社会资本包括全国性的生产工具，发明，基础设施，以及其他如公路，桥梁，国家机关等，也包括，人口的技能与素质，以及西奇威克所强调的声誉等。
二十世纪五十年代，社会资本的概念开始出现有关社会学与教育学的研究中，反映了公民平等以及社区教育的思想，主要代表人物有，著名的哲学家，教育思想家約翰·杜威。杜威的批判性实用主义哲学思想（Critical Pragmatism）对社会资本非常重要，他认为批评应该是有建设性的，才能够解决并改善社区生活中存在的问题，应该避免简单负面的批评；其次应该具有同情心，人们应该关心或同情那些被社会忽略或者天生有缺失的人或群体的习惯。同情心反映了一种，在群体中，对应有的道义的认知与理解的社会功能。最后，杜威在他的多个论述中都使用了社会资本一词，他第一次使用社会资本是在《The Elementary School Record》（译作：《小学教育手册》）一书，他强调学校的教学不能仅仅把学生的思想局限在简单的知识学习中，应该让学生更多接触实实在在的社会。他的原文是这样的：“将教学方法调整一下，让教学内容具有更多与社会相关的内容。这样做有两方面的实用意义，既增加对社会成长过程中用于累积智慧方法的认识；也让孩子们接触到巨大的社会资本的财富从而拓宽其人生经验。”
在他的《The School and Society》（译作：《学校与社会》）一书中，除了提出了学校对形成社区群体性及社区归属感的重要性，更提出通过教育的手段，学校可以成为社区以及社群生活的中心。受到教育家杜威的学校对社区的影响以及实用主义影响。1916年美国西维珍尼亚的州政府乡村中学督学官海尼凡先生的一篇有关乡村中学与社区中心的文章提出了如何让乡村中学成社区中心的想法与实践方法，其中他对于社会资本的描述是这样的：“人们每天的生活中都存在某些实在的内容，可以被观察到而且显得非常重要，例如，慷慨的行为，伙伴关系，同情心，以及个人以及家庭之间的交往形成的社会组织。......孤立的个体在社会上是无助的。......当个体与邻居开始交往，并进一步拓展到邻居的邻居时，社会资本就开始累积，可能马上满足个体的社会需要，也可能是个体承担社会责任，社会资本具有持续不断地改进整个社区中的不稳定性的潜能。”在杜威和海尼凡对于社会资本的描述中，反映了比较多美国社区主义。海尼凡先生虽然提出了社会资本的较完整的论述，但是在他以后的文献中发现，人们对社会资本的概念的使用和兴趣好像是暂时停止了，海尼凡先生有关社会资本的论文也很少被引用。

### 術語與概念之當代起源
Lyda Judson Hanifan率先使用社會資本一詞。後來，諾博特·伊里亞思（Norbert Elias）和後來的法蘭克福學派代表，特別是狄奧多·阿多諾（Theodor W. Adorno）也使用之。John Seeley約在1950年採用之。1960年代開始，許多論者紛紛效仿。

### 文獻列表
- Pierre Bourdieu: Ökonomisches Kapital – Kulturelles Kapital – Soziales Kapital. In: Reinhard Kreckel (Hrsg.): Soziale Ungleichheiten. Göttingen 1983, S. 183–198. PDF-Datei
- Sebastian Braun: Soziales Kapital, sozialer Zusammenhalt und soziale Ungleichheit, Bundeszentrale für politische Bildung, 15. Juli 2002
- Heinz Bude, Karsten Fischer, Sebastian Huhnholz: Vertrauen. Die Bedeutung von Vertrauensformen für das soziale Kapital unserer Gesellschaft. Gedanken zur Zukunft 19, Herbert Quandt-Stiftung, Bad Homburg 2010, ISBN 978-3-937831-15-2
- Ronald S. Burt: Brokerage & Closure. An Introduction to Social Capital. Oxford University Press, 2005
- J. S. Coleman: Social capital in creation of human capital. In: American Journal of Sociology, Jg. 94 (Supplement), 1988, S. 95–120
- Alexander Dill: Gemeinsam sind wir reich – Wie Gemeinschaften ohne Geld Werte schaffen. Oekom Verlag, 2012, ISBN 978-3-86581-288-9
  - Die Welt neu bewerten. Warum arme Länder arm bleiben und wie wir das ändern können. Wie vor, 2017, ISBN 978-3-86581-841-6
- Evers: Bürgergesellschaft und soziales Kapital. Die politische Leerstelle im Konzept Robert Putnams. In: M. Haus (Hrsg.): Bürgergesellschaft, soziales Kapital und lokale Politik. Theoretische Analysen und empirische Befunde, Opladen 2002, S. 59–75
- E. Gehmacher, S. Kroismayr, J. Neumüller: Sozialkapital. Neue Zugänge zu gesellschaftlichen Kräften. Verlag Mandelbaum, 2006.
- Alexander Grimme: Vom Reichtum sozialer Beziehungen. Zum Verhältnis von Gemeinschaft und Sozialkapital. Tectum Verlag, Marburg 2009.
- John Harriss, Paolo de Renzio: Missing Link or Analytically Missing? The Concept of Social Capital. In: Journal of International Development. Bd. 9, H. 7, 1997, S. 919–937
- Kerstin Hoenig: Soziales Kapital und Bildungserfolg: Differentielle Renditen im Bildungsverlauf. Springer, 2018
- Patrick Hunout: The Erosion of the Social Link in the Economically Advanced Countries. In: The International Scope Review, Issues 9-10, 2003–2004, socialcapital-foundation.org, Brüssel
- Boris Keller: Sozialkapital und die Illusion sozialer Gleichheit. Ein Vergleich der Ansätze von Bourdieu, Coleman und Putnam zur Erklärung sozialer Ungleichheit. Scientia Bonnensis, 2007
- Dirk Koob: Sozialkapital zur Sprache gebracht: Eine bedeutungstheoretische Perspektive auf ein sozialwissenschaftliches Begriffs- und Theorieproblem. Universitätsverlag Göttingen, Göttingen 2007, ISBN 978-3-938616-79-6.
- Steffen Kroggel: Sozialkapital und Wohlfahrtsstaat. Wirkungen und Wechselwirkungen zwischen sozialem Kapital und dem Wohlfahrtsstaat auf Basis von Rational Choice. Diplomica Verlag, 2009
- Christian Kroll: Social Capital and the Happiness of Nations. The Importance of Trust and Networks for Life Satisfaction in a Cross-National Perspective. Peter Lang, Frankfurt am Main 2008
- LE Kroll, T Lampert: Sozialkapital und Gesundheit in Deutschland. In: Gesundheitswesen; 69 (2007), S. 120–127.
- M. Levi: Social and unsocial capital: a review essay of Robert Putnam’s Making Democracy Work. In: Politics and Society, 24(1), 1996, S. 45–55.
- Nan Lin: Social Capital. A Theory of Social Structure and Action. Cambridge University Press, New York 2001
- Robert D. Putnam: Making Democracy Work. Civic Traditions in Modern Italy. Princeton University Press, 1993.
  - Bowling alone. America’s declining social capital. In: Journal of Democracy, Jg. 6, H. 1, 1995, S. 65–78
  - Mit Kristin A. Goss: Einleitung. In: Robert D. Putnam (Hrsg.): Gesellschaft und Gemeinsinn. Sozialkapital im internationalen Vergleich. Verlag Bertelsmann-Stiftung, Gütersloh 2001, S. 15–43
- Kai Riemer: Sozialkapital und Kooperation, zur Rolle von Sozialkapital im Management zwischenbetrieblicher Kooperationsbeziehungen. Mohr Siebeck, Tübingen 2005, ISBN 978-3-16-148599-2 (Dissertation Münster (Westfalen), 2004, XIX, 420 Seten, graphisch e Darstellung, unter dem Titel: Partner-relationship-Management (PRM)).
- Jürgen M. Schechler: Sozialkapital und Netzwerkökonomik (= Hohenheimer volkswirtschaftliche Schriften, Band 41), Lang, Frankfurt am Main 2002, ISBN 3-631-39235-4 (Dissertation Universität Hohenheim 2001, XVIII, 384 Seiten).
- Olaf Schnur: Lokales Sozialkapital für die „soziale“ Stadt, politische Geographien sozialer Quartiersentwicklung am Beispiel Berlin-Moabit. Leske und Budrich, Opladen 2003, ISBN 3-8100-3846-6(Dissertation Humboldt-Universität, Berlin 2002, XXIV, 416 Seiten, Illustrationen, graphische Darstellungen, unter dem Titel: Lokales Sozialkapital und urbane Regulationsformen).
- Ruth Schwarzenböck: Integration, Identität und Sport im Migrationskontext, Wirkungsmöglichkeiten pädagogischer Sportangebote am Beispiel der Straßenfußball-Liga „buntkicktgut“, Budrich UniPress, Opladen / Berlin 2017, ISBN 978-3-86388-742-1 (Dissertation Ludwig-Maximilians-Universität München, 2016, 248 Seiten).
- Sidney Tarrow: Making Social Science Work across Space and Time. A Critical Reflection on Robert Putnam’s Making Democracy Work. In: American Political Science Review, Jg. 90, H. 2, 1996, S. 389–397
- Volker G. Täube: Zur Messung des Sozialkapitals von Akteuren mit Einfluß in empirischen Netzwerken (= Europäische Hochschulschriften, Reihe 22 Soziologie, Band 368). Peter Lang, Frankfurt am Main 2002, ISBN 3-906768-58-9 (Dissertation Universität Essen 2001, 256 Seiten).
- Naln Yetim: Social Capital in Female Entrepreneurship. In: International Sociology, Jg. 23, H. 6, S. 864–885 2008.